# Radenśk
Radenśk (ukr. Раденськ) – wieś na Ukrainie, w obwodzie chersońskim, w rejonie chersońskim, w hromadzie Ołeszky. W 2001 liczyła 3972 mieszkańców, spośród których 3699 wskazało jako ojczysty język ukraiński, 266 rosyjski, 5 romski, a 2 inny.